# 桃坪羌寨碉群
桃坪羌寨碉群位於四川省阿壩州理縣，文物遺址年代判定為明至清。2002年12月27日公佈為四川省第六批省級文物保護單位。2006年5月25日列為第六批全國重點文物保護單位，歸入第五批全國重點文物保護單位直波碉樓。
桃坪羌寨的保护与复原在联合国教科文组织2016年度亚太地区文化遗产保护奖项目中获得杰出项目奖。联合国教科文组织认为，桃坪羌寨复原工程体现了灾后重建从整体着手的观念，羌寨村民与政府部门、专家和工匠合作，确保了羌族文化时刻渗透在碉楼等独特的民俗建筑、公共设施以及景观的复原过程之中。